# Louise Schroeder

Louise Schroeder als Abgeordnete der Weimarer Nationalversammlung, 1919

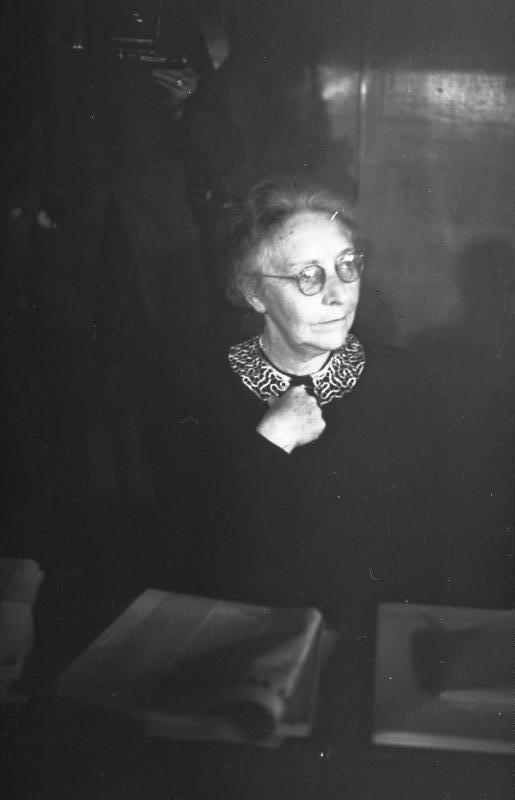
Louise Schroeder, 1948

Grab von Louise Schroeder

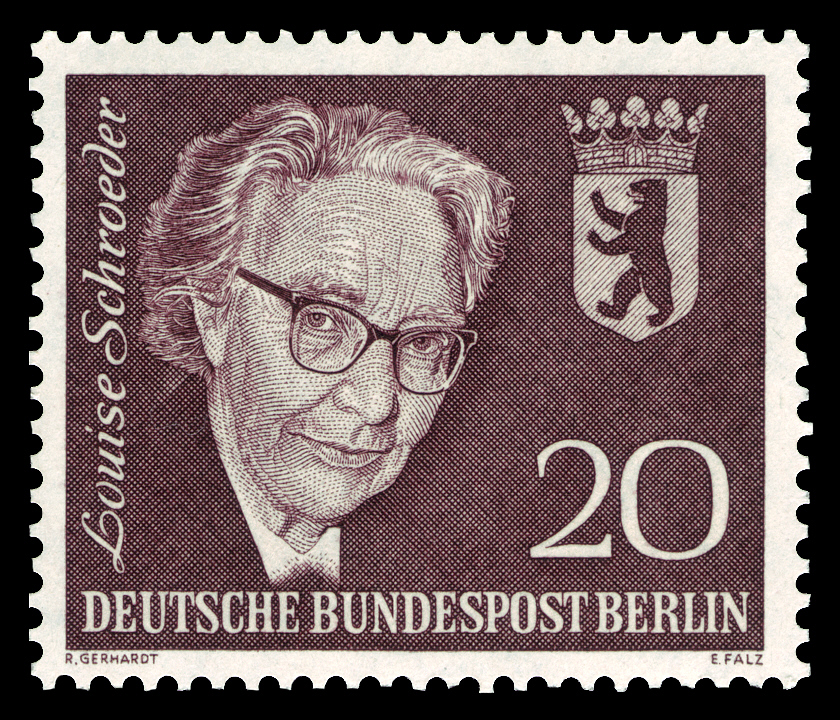
Briefmarke der Deutschen Bundespost Berlin (1961) zum vierten Todestag

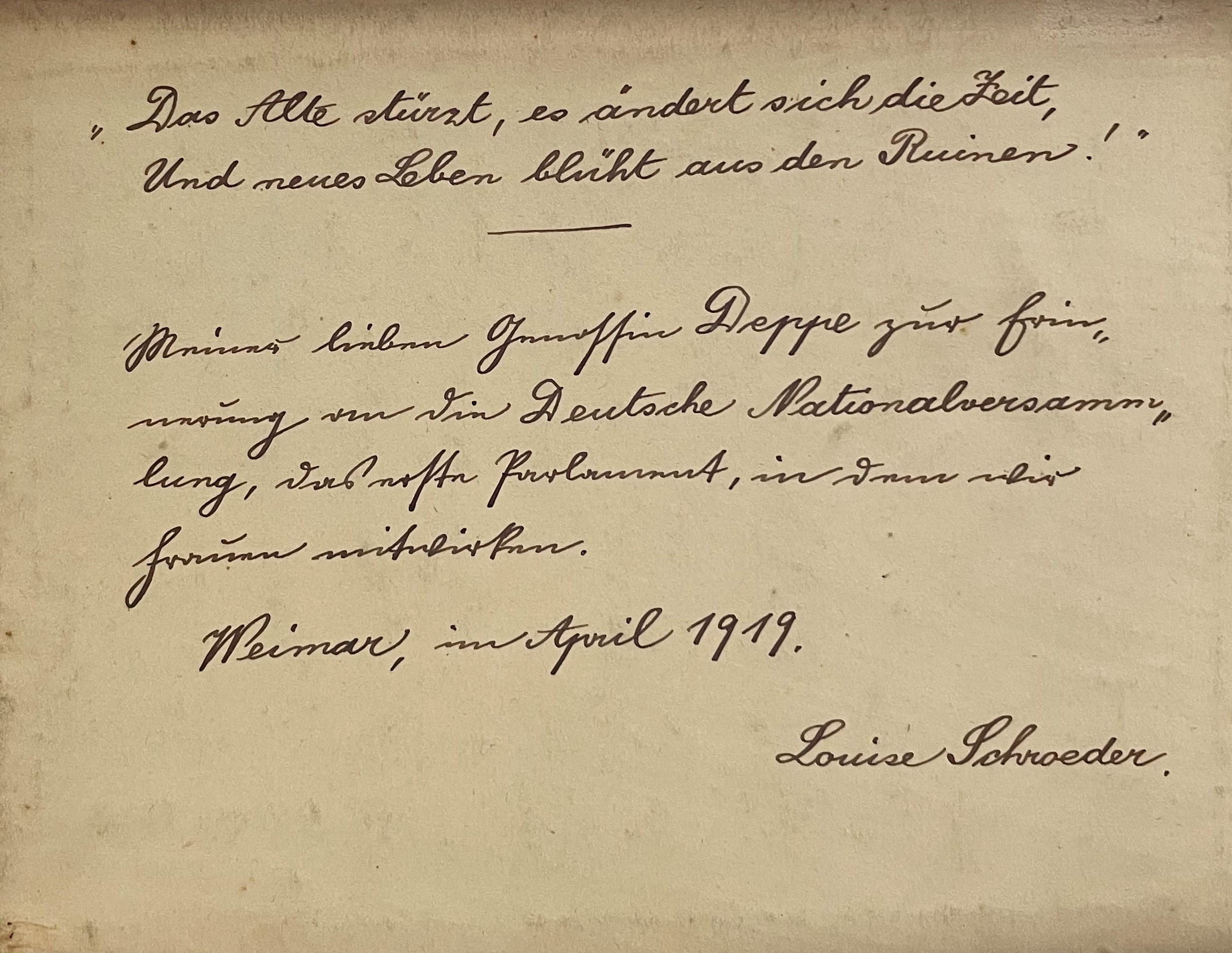
Gruß von der 1. National-versammlung an die Genossin Deppe: ...„zur Erinnerung ... an das erste Parlament, in dem wir Frauen mitwirken.“, Weimar im April 1919

Louise Dorothea Sophie Schroeder (* 2. April 1887 in Altona; † 4. Juni 1957 in West-Berlin) war eine deutsche Politikerin (SPD) und von 1947 bis 1948 kommissarische Oberbürgermeisterin Berlins.

## Leben
Schroeder war die Tochter einer Gemüseverkäuferin und eines Bauarbeiters, der aktiver Sozialdemokrat war. Nach Abschluss der Mittelschule wurde sie Angestellte einer Versicherungsgesellschaft.
Bereits sehr früh engagierte sie sich in der sozialistischen Arbeiterbewegung, trat 1910 in die SPD ein und arbeitete in den Bereichen Sozialpolitik und Gleichstellung der Frau.
An der Gründung der Arbeiterwohlfahrt (AWO) hatte sie maßgeblichen Anteil. Seit 1925 wirkte sie als Dozentin an der Schule der Arbeiterwohlfahrt in Berlin. Auch an der Deutschen Hochschule für Politik (heute: Otto-Suhr-Institut für Politikwissenschaft der Freien Universität Berlin) hatte Louise Schroeder einen Lehrauftrag, bis sie Berufsverbot durch die Nationalsozialisten erhielt. Wiederholt zu Verhören vorgeladen, verbrachte sie die Zeit bis zum Kriegsende in Hamburg, Berlin und Dänemark. Sie versuchte, die Zeit als Leiterin einer Bäckerei am Luisenweg in Hamburg-Hamm zu überleben, verweigerte aber den Hitlergruß und wurde boykottiert. Durch Freunde erhielt sie eine Anstellung in Berlin. Sie arbeitete von 1938 bis 1945 als Sachbearbeiterin in der Sozialabteilung der Tiefbaufirma Gottlieb Tesch (Unternehmen), davon auch knapp sechs Monate in Dänemark. Im Krieg verlor sie dreimal durch Ausbombung ihre Wohnung. Nach dem Krieg gehörte sie zu den Neubegründern von SPD und AWO in Berlin. 1948 gehörte Schroeder dem Gründungsausschuss der Freien Universität an.
Von 1946 bis 1950 war sie gemeinsam mit Otto Suhr in Berlin Herausgeberin der theoretischen Halbmonatsschrift Das sozialistische Jahrhundert.
Sie starb 1957 im Alter von 70 Jahren. Ihre Urne wurde auf dem Friedhof Holstenkamp in Hamburg-Bahrenfeld beigesetzt (Grablage: F 10 – 31/32).

## Parlamentarische Tätigkeit
Die Weimarer Nationalversammlung war die erste deutsche verfassungsgebende Versammlung (gleichzeitig als Parlament fungierend), bei deren Wahl das Frauenwahlrecht galt (1919). Schroeder wurde als eines der jüngsten Mitglieder und eine von 41 Frauen gewählt. Das war ein Anteil von knapp 10 Prozent der Abgeordneten, was international der höchste Anteil in der Zeit war. Bis zur Machtergreifung durch die Nationalsozialisten im Jahre 1933 blieb sie Reichstagsabgeordnete und stimmte mit ihrer Fraktion gegen das Ermächtigungsgesetz vom 24. März 1933. Der SPD-Reichstagsabgeordnete Josef Felder erinnert sich an die Erregung von Schroeder, als kurzfristig eine Nichtteilnahme zur Debatte stand: „Keiner darf fernbleiben, ich gehe hinüber, auch wenn sie mich in Stücke reißen“.
Nach 1945 war sie zunächst Mitglied der Stadtverordnetenversammlung bzw. des Abgeordnetenhauses von Berlin (bis zum 1. Februar 1952) und von 1949 bis zu ihrem Tod 1957 auch Mitglied des Bundestages sowie von 1950 an Mitglied der Parlamentarischen Versammlung des Europarates.

## Öffentliche Ämter
Da Schroeder als profilierte Sozialpolitikerin galt, erklärte sie sich auf Drängen ihres Parteikollegen Otto Suhr, des Vorsitzenden der Stadtverordnetensammlung, bereit, als 3. Bürgermeisterin in den Berliner Magistrat einzutreten. Nachdem im Zuge von Spannungen in Stadtverordnetenversammlung und Magistrat der erste gewählte Berliner Nachkriegsoberbürgermeister Otto Ostrowski (SPD) zurückgetreten war, übernahm Louise Schroeder am 8. Mai 1947 dessen Amt kommissarisch. Im Juni 1947 wählte die Stadtverordnetenversammlung Ernst Reuter (SPD) zum Nachfolger Ostrowskis. Reuter konnte sein Amt wegen sowjetischen Einspruchs jedoch nicht antreten. Daraufhin verblieb Louise Schroeder bis zum 7. Dezember 1948 im Amt des Oberbürgermeisters Berlins, womit sie als erste Frau an der politischen Spitze Berlins stand.
Ihre Amtszeit als Berliner Oberbürgermeisterin fiel teilweise in die Zeit der von der sowjetischen Verwaltung verhängten Berlin-Blockade und der Berliner Luftbrücke als Reaktion der Westalliierten auf die Blockade. Krankheitsbedingt verließ sie während der Blockade im August 1948 die Stadt, derweil übernahm Ferdinand Friedensburg (CDU) für drei Monate die Amtsgeschäfte als Oberbürgermeister. Ansprechpartner der Alliierten als Oberbürgermeister war indes während der gesamten Zeit der Luftbrücke der gewählte Ernst Reuter.
Nach der am 1. Dezember 1948 erfolgten finanzpolitischen Teilung der Stadt (die von der separaten, von den westlichen Siegermächten der Trizone ausgehenden Währungsreform 1948 ausging) wurde Ernst Reuter am 7. Dezember doch zum Oberbürgermeister des neuen West-Berlin gewählt. Unter ihm gehörte Schroeder dem West-Berliner Magistrat weiterhin als Bürgermeisterin (bis zum 18. Januar 1951) an. Schroeder war bei den Berlinern sehr beliebt. Als am 12. Mai 1949 das Ende der Blockade gefeiert wurde und Schroeder vor dem Schöneberger Rathaus nicht mit auf dem Podium war, skandierte die Menge so lange Schroeder-Rufe, bis auch sie auftrat und eine kurze Ansprache hielt.
1949 wurde Schroeder als mögliche Kandidatin der SPD für das Bundespräsidentenamt gegen Theodor Heuss gehandelt, konnte sich aber gegen ihren Parteikollegen Kurt Schumacher nicht durchsetzen. Schroeder wurde aber als einzige Frau aus Berlin Mitglied des Deutschen Bundestages und blieb es bis zu ihrem Tode.

## Ehrungen
1949 erhielt Schroeder die Goldene Médaille de la Ville de Paris. 1952 wurde sie mit dem Großen Verdienstkreuz mit Stern ausgezeichnet. Am 2. April 1957 wurde sie, als erste Frau, zur Ehrenbürgerin der Stadt Berlin benannt. Ein Saal im Roten Rathaus in Berlin-Mitte trägt ihren Namen.
Nach ihr benannt sind außerdem im Stadtteil Wedding die Louise-Schroeder-Sporthalle, ein Siedlungsviertel in Berlin-Spandau, zahlreiche Schulen, darunter das Städtische Louise-Schroeder-Gymnasium in München, ein Oberstufenzentrum in Berlin-Lichterfelde, die Louise-Schroeder-Schule, Grundschulen in Berlin-Spandau, Niedenstein und ihrem Geburtsort Hamburg-Altona sowie eine Mutter-Kind-Einrichtung der AWO in Keitum und ein Seniorenheim in Berlin-Mariendorf.
Ebenfalls sind Straßen und Plätze nach Louise Schroeder benannt, allerdings teilweise in der Schreibweise mit Umlaut „Louise Schröder“. Die Louise-Schroeder-Straßen befinden sich in Bremerhaven, Hamburg-Altona-Altstadt, Hanau, Hannover, Oldenburg (Oldenburg) und Wipperfürth; Louise-Schröder-Straßen gibt es in Bergkamen, Hagen, Mühlacker und Wennigsen (Deister). Einen Louise-Schröder-Weg gibt es in Darmstadt, Kaltenkirchen, Monheim am Rhein und Neu-Anspach, einen Louise-Schroeder-Weg in Illingen (Württemberg), Karlsruhe-Durlach, Langenhagen, Lübeck und Rheinfelden (Baden) und einen Louise-Schroeder-Stieg in Norderstedt. Außerdem gibt es noch den Louise-Schroeder-Platz in Berlin-Wedding.
Seit 1998 verleiht der Berliner Senat für „Verdienste um Demokratie, Frieden, soziale Gerechtigkeit und die Gleichstellung von Frauen und Männern“ jährlich um Louise Schroeders Geburtstag herum die Louise-Schroeder-Medaille.

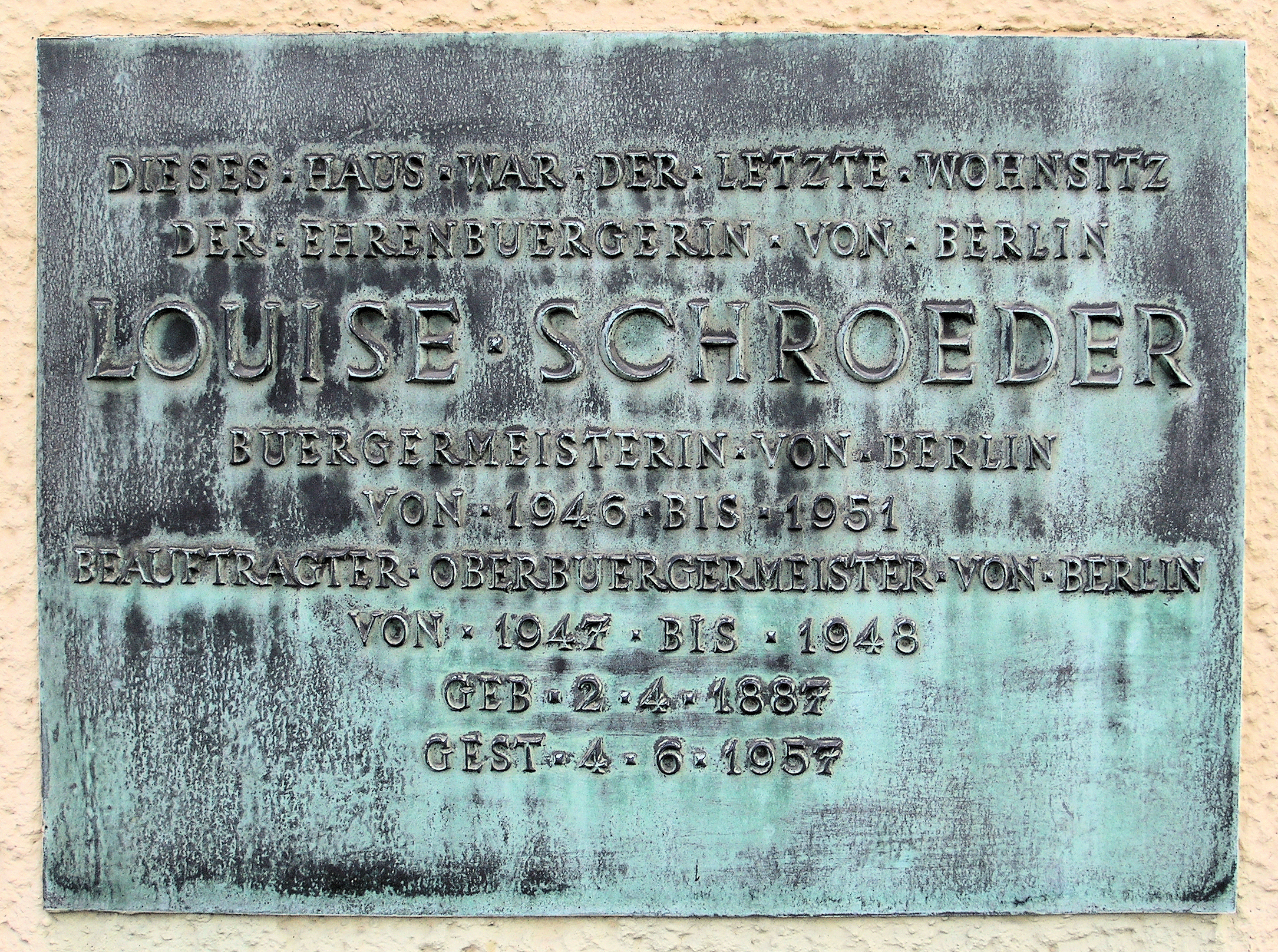
Gedenktafel am Haus Boelckestraße 121, Berlin-Tempelhof, geschaffen von Fritz Kühn
Gedenktafel auf dem Louise-Schroeder-Platz, Berlin-Wedding
Gedenktafel an der Louise-Schroeder-Sporthalle am Louise-Schroeder-Platz, Berlin-Wedding
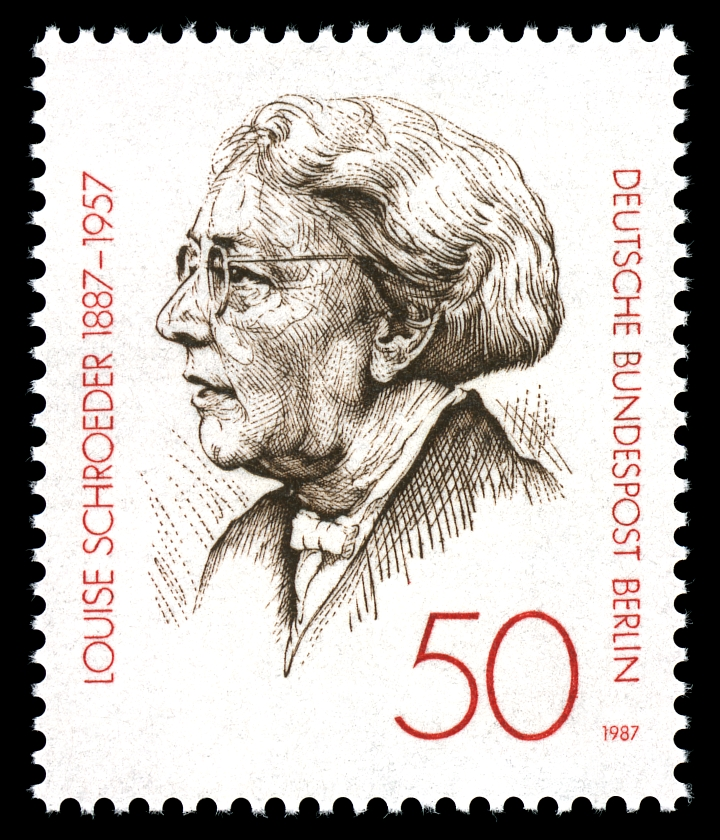
Briefmarke der Deutschen Bundespost Berlin (1987), zum 100. Geburtstag
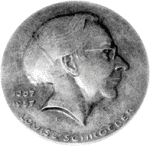
Louise-Schroeder-Medaille